# Élie Cartan
Pour les articles homonymes, voir Cartan.
Élie Joseph Cartan (9 avril 1869 – 6 mai 1951) est un mathématicien français qui a effectué des travaux fondamentaux dans la théorie des groupes de Lie et leurs applications géométriques. Il a également contribué de manière significative à la physique mathématique, à la géométrie différentielle, aux équations différentielles, à la théorie des groupes et à la mécanique quantique. Il est largement considéré comme l'un des plus grands mathématiciens du XXe siècle.
Il a défendu avec succès sa thèse sur les groupes de Lie à l'École normale supérieure en 1894. L'originalité et l'importance du travail de Cartan n'ont été appréciées que tardivement dans sa vie. Il a reçu des diplômes honorifiques de l'université de Harvard en 1936 et de nombreuses autres universités. Il a également été élu président de l'Académie des sciences en 1946 et membre étranger de la Royal Society un an plus tard.
Il est le père d'un autre mathématicien influent, Henri Cartan, du physicien et résistant Louis Cartan, de la mathématicienne Hélène Cartan et du compositeur Jean Cartan.

## Biographie

### Études
Élie Cartan est le fils de Joseph Antoine Cartan (1837-1917), maréchal-ferrant et de Anne Florentine Cottaz (1841-1927). Il est élève à l'école primaire de Dolomieu dans l'Isère, puis obtient à 10 ans une bourse complète au concours des bourses des lycées. Il étudie alors durant 5 ans au collège de Vienne (1879-1884), puis est transféré au lycée de Grenoble (1884-1886) pour les classes de rhétorique et de philosophie. Bachelier, il rejoint en 1886 le lycée Janson-de-Sailly pour suivre les classes de mathématiques élémentaires A et de mathématiques spéciales (où il a comme professeur Émile Lacour). Il fait ensuite de 1888 à 1891 des études supérieures scientifiques à l'École normale supérieure, où il suit les conférences de Jules Tannery, Édouard Goursat, Louis Raffy, Gabriel Koenigs et à la faculté des sciences de Paris où il suit les cours de calcul différentiel et intégral d'Émile Picard, ceux de mécanique rationnelle de Paul Appell, de géométrie supérieure de Gaston Darboux, l'analyse supérieure et algèbre supérieure de Charles Hermite et de calcul des probabilités et physique mathématique d'Henri Poincaré. Il y obtient en 1890 les licences ès sciences mathématiques et physiques.

### Carrière académique
Élie Cartan est lauréat du concours d'agrégation de mathématiques en 1891 mais n'enseignera jamais en lycée. Il effectue son service militaire de 1891 à 1892, puis devient boursier du collège de France (fondation Pécot) de 1892 à 1894. Durant cette période, il entretient une correspondance fructueuse avec Sophus Lie et obtient le doctorat ès sciences mathématiques devant la faculté des sciences de Paris en 1894. Il est alors nommé chargé de cours de mathématiques puis maître de conférences d'astronomie à la faculté des sciences de Montpellier, qu'il quitte deux ans plus tard en 1896 pour la faculté de Lyon. Il devient examinateur d'admission à l’École navale en 1901.
Il se marie en 1903 et le 1er août de cette année est chargé du cours de calcul différentiel et intégral à la faculté des sciences de Nancy en remplacement de son ancien professeur Émile Lacour. Élie Cartan devient titulaire de la chaire le 1er novembre 1904 : il a alors 35 ans. Il est de plus chargé de l'enseignement des éléments de l'analyse aux élèves de l'institut électrotechnique et de mécanique appliquée. En 1909 Élie Cartan est nommé maître de conférences à la faculté des sciences de l'université de Paris en remplacement de Jacques Hadamard nommé au Collège de France.
De 1910 à 1912 il est chargé du cours de mathématiques générales par échange d'enseignement avec Claude Guichard. Durant cette période il met en place les travaux pratiques de mathématiques générales qui consistent à exécuter des calculs pratiques tels que la résolution approximative des équations, le calcul approché d'intégrales définies, l'usage des tables donnant les valeurs numériques des fonctions entières et des intégrales elliptiques ou l'usage des appareils à calculer. Une centaine d'étudiants suivent ces exercices. Il est également chargé du service des examens incombant à Paul Painlevé, titulaire de la chaire de mathématiques générales élu député.
À partir de 1909 il enseigne également à l'école de physique et de chimie industrielle de la ville de Paris. En 1912, à la suite du décès de Jules Tannery, il est nommé titulaire de la seconde chaire de calcul différentiel et intégral, créée à la suite du rattachement de l’École normale supérieure à l'université de Paris en 1904. Il sera ainsi durant plus de 20 ans délégué partiellement ou totalement (14 ans) à l’École normale supérieure pour les conférences de mathématiques.
En 1920 il est transféré dans la chaire de mécanique rationnelle (en remplacement de Paul Painlevé). En 1922 il est chargé du cours de mécanique analytique et mécanique céleste (suppléance de Paul Painlevé) et Paul Montel, titulaire de la chaire de mathématiques générales, est chargé de le suppléer pour le cours de mécanique rationnelle. En 1924 il succède à Claude Guichard à la chaire de géométrie supérieure. Lors de la création de la bibliothèque de l'Institut Henri-Poincaré en 1928, la bibliothèque et la salle des modèles du laboratoire de géométrie supérieure y sont transférés.
Il est élu membre de l'Académie des sciences en 1931. En 1936, il rencontre le mathématiques chinois Shiing-Shen Chern discutant avec lui des groupe de lie prend sa retraite universitaire en 1940 et devient membre du bureau des longitudes en 1945. Il était membre étranger de l'Académie roumaine.
L'école de sa commune natale, Dolomieu, porte son nom, ainsi que le lycée situé à La Tour-du-Pin, sous-préfecture de l'Isère, ou encore l'Institut Élie Cartan de Nancy de l'université de Lorraine.

## Famille
Il épouse en 1903 Angèle Marie Louise Bianconi (1880-1950), dont le père, Pierre-Louis Bianconi (1845-1929) est alors inspecteur d'académie de chimie à Lyon. Ils ont quatre enfants : le mathématicien Henri Cartan (1904-2008), le musicien Jean Cartan (1906-1932), décédé prématurément de la tuberculose, le physicien et résistant Louis Cartan (1909-1943), mort en déportation, et la mathématicienne Hélène Cartan (1917-1952) qui a enseigné au Lycée Fénelon.
La plus jeune sœur d’Élie Cartan, Anna Cartan (1878-1923) a été élève de Marie Curie à l'École normale supérieure de jeunes filles (ENSJF) de Sèvres, puis, ayant passé l'agrégation de mathématiques en 1904, a enseigné au Lycée.

## Travaux
Ses premières recherches mathématiques concernent les groupes et algèbres de Lie. On lui doit en 1894 une classification de ces dernières sur le corps des nombres complexes. Il se tourne ensuite vers la théorie des algèbres associatives. Vers 1910, il introduit la notion de spineur, vecteur complexe qui permet d'exprimer les rotations de l'espace par une représentation bidimensionnelle et ce, avant la découverte du spin des particules élémentaires en physique quantique.
Dès 1922, il contribue à affiner certains outils mathématiques de la relativité générale (tenseurs de Ricci notamment), étendant la géométrie riemannienne en ce qui deviendra la géométrie de Riemann-Cartan. Élie Cartan a introduit et classifié les espaces symétriques. Il introduisit aussi la notion de groupe algébrique, développée sérieusement seulement dans la seconde moitié du vingtième siècle.
Théoricien de talent, Élie Cartan possède aussi une grande aptitude à faire comprendre à ses étudiants les concepts les plus difficiles. Il joue un rôle important dans la formation des mathématiciens de l’entre-deux-guerres.
Il a travaillé successivement dans les domaines suivants:
- Théorie de Lie
- Représentations des groupes de Lie
- Nombres hypercomplexes, algèbres de division
- Systèmes d'EDP, théorème de Cartan–Kähler
- Théorie de l'équivalence
- Systèmes intégrables, théorie de la prolongation et systèmes en involution
- Groupes de dimension infinie et pseudogroupes
- Géométrie différentielle et repères mobiles
- Espaces généralisés avec structure de groupes et connexions, connexion, holonomie, tenseur de Weyl
- Géométrie et topologie des groupes de Lie
- Géométrie riemannienne
- Espaces symétriques
- Topologie des groupes compacts et leurs espaces homogènes
- Invariants intégraux et mécanique classique
- Relativité, spineurs

## Œuvres
- Sur la Structure des groupes de transformations finis et continus (thèse) (1894)
- Sur les équations de la gravitation d’Einstein (1922)
- Arithmétique (1925)
- La Géométrie des espaces de Riemann (1925)
- La théorie des groupes finis et continus et l'analysis Situs (1930)
- Leçons de géométrie projective complexe (1931)
- Le parallélisme absolu et la théorie unitaire du champ (1932)
- Les espaces métriques fondés sur la notion d'aire (1933)
- Les espaces de Finsler (1934)
- La Théorie des groupes continus et des espaces généralisés (1935)
- La topologie des groupes de Lie (1936)
- Leçons sur la théorie des espaces à connexion projective (1937)
- La Théorie des spineurs (1938)
- La Théorie des groupes (1944)
- Les Systèmes différentiels et leurs applications géométriques (1945)
- Œuvres complètes (1952)
  - Tome 1: Groupes de Lie (en 2 volumes), 1952
  - Tome 2, Vol. 1: Algèbre, formes différentielles, systèmes différentiels, 1953
  - Tome 2, Vol. 2: Groupes finis, Systèmes différentiels, théories d'équivalence, 1953
  - Tome 3, Vol. 1: Divers, géométrie différentielle, 1955
  - Tome 3, Vol. 2: Géométrie différentielle, 1955
- Les systèmes différentiels extérieurs et leurs applications géométriques (1971)
- Leçons sur les invariants intégraux (1971)
- Exposés de géométrie (1971)

## Hommages et distinctions

### Décorations
- Commandeur de la Légion d'honneur (5 août 1939)[11]
- Officier de l'Instruction publique

### Éponymie
- Le prix Élie-Cartan est décerné tous les trois ans par l'Académie des sciences.
- En 1976, l'Union astronomique internationale a donné le nom Cartan au cratère lunaire qui était dénommé Apollonius D jusqu'à cette date.
- L'astéroïde (17917) Cartan porte également son nom.
- L'Institut Élie-Cartan de Lorraine et le lycée Élie-Cartan à La Tour-du-Pin sont également nommés en son honneur.